# Episodi di Cenerentola a New York
La prima e unica stagione della serie televisiva Cenerentola a New York è stata trasmessa in prima visione negli Stati Uniti d'America da Fox dal 25 ottobre 1999 al 21 giugno 2000, venendo cancellata dopo 12 episodi trasmessi e 19 prodotti per via dei bassi ascolti.
In Italia è stata trasmessa in prima visione da Italia 1 dal 2 gennaio al 22 febbraio 2001. Nella trasmissione italiana ogni episodio della serie, originariamente della durata di 45 minuti l'uno, è stato diviso in due parti da 20 minuti circa ciascuna.
| nº | Titolo originale                             | Titolo italiano               | Prima TV USA       | Prima TV Italia              |
| -- | -------------------------------------------- | ----------------------------- | ------------------ | ---------------------------- |
| 1  | The Time She Came to New York                | Destinazione New York         | 25 ottobre 1999    | 2 gennaio/3 gennaio 2001     |
| 2  | The Time Sarah Got Her Shih-Tzu Together     | Operazione "dogsitter"        | 25 ottobre 1999    | 4 gennaio/5 gennaio 2001     |
| 3  | The Time They Threw That Party               | Festa per single              | 1º novembre 1999   | 8 gennaio/9 gennaio 2001     |
| 4  | The Time She Got Mobbed                      | Sogni di gloria               | 8 novembre 1999    | 10 gennaio/11 gennaio 2001   |
| 5  | The Time They All Came Over for Thanksgiving | Tutti pazzi per Sarah!        | 15 novembre 1999   | 12 gennaio/15 gennaio 2001   |
| 6  | The Time the Truth Was Told                  | L'ora della verità            | 22 novembre 1999   | 16 gennaio/17 gennaio 2001   |
| 7  | The Time They Had Not                        | Un natale da dimenticare      | 13 dicembre 1999   | 18 gennaio/19 gennaio 2001   |
| 8  | The Time the Millennium Approached           | Amicizie in crisi             | 20 dicembre 1999   | 22 gennaio/23 gennaio 2001   |
| 9  | The Time They Decide to Date                 | Caccia aperta                 | 10 gennaio 2000    | 24 gennaio/25 gennaio 2001   |
| 10 | The Time She Turned 21                       | Tanti auguri, Sarah!          | 24 gennaio 2000    | 26 gennaio/29 gennaio 2001   |
| 11 | The Time They Got E-Rotic                    | Sesso on-line                 | 14 giugno 2000     | 30 gennaio/31 gennaio 2001   |
| 12 | The Time Everything Changed                  | Sensi di colpa                | 21 giugno 2000     | 1º febbraio/2 febbraio 2001  |
| 13 | The Time They Were Scared of the City        | Paure e incertezze            | mai andato in onda | 5 febbraio/6 febbraio 2001   |
| 14 | The Time They Cheated                        | Disposta a tutto              | mai andato in onda | 7 febbraio/8 febbraio 2001   |
| 15 | The Time She Made a Temporary Decision       | Voglia di fare soldi          | mai andato in onda | 9 febbraio/12 febbraio 2001  |
| 16 | The Time They Found a Solution               | Confessioni                   | mai andato in onda | 13 febbraio/14 febbraio 2001 |
| 17 | The Time They Got Busy                       | Afrodisiaci e non solo...     | mai andato in onda | 15 febbraio/16 febbraio 2001 |
| 18 | The Time They Broke the Law                  | Un detective molto famigliare | mai andato in onda | 19 febbraio/20 febbraio 2001 |
| 19 | The Time He Saved the Day                    | Partenza meditata             | mai andato in onda | 21 febbraio/22 febbraio 2001 |